# 越南政府
越南政府（越南语：／?）是越南社會主義共和國的行政机关，其成員是由總理建議下，經國會批准，由國家主席任命。越南政府向國會負責，在國會閉會期間向國會常務委員會負責。地方省、直轄市、市、縣、鄉、村各級地方行政機關稱為人民委員會（／）。越南政府是由越南共產黨領導，越共中央總書記是最高領導人，位居「越南四柱」之首，另外三柱分別是國家主席、政府總理、及國會主席。

## 組成部門
- 國防部（Bộ Quốc phòng）
- 公安部（Bộ Công an）
- 外交部（Bộ Ngoại giao）
- 內務部（Bộ Nội vụ）
- 司法部（Bộ Tư pháp）
- 計劃與投資部（Bộ Kế hoạch và Đầu tư）
- 財政部（Bộ Tài chính）
- 工貿部（Bộ Công thương）
- 農業與農村發展部（Bộ Nông nghiệp và Phát triển nông thôn）
- 交通運輸部（Bộ Giao thông vận tải）
- 建設部（Bộ Xây dựng）
- 自然資源與環境部（Bộ Tài nguyên và Môi trường）
- 通訊與傳媒部（Bộ Thông tin và Truyền thông）
- 勞動榮軍與社會部（Bộ Lao động, Thương binh và Xã hội）
- 文化體育與旅遊部（Bộ Văn hóa, Thể thao và Du lịch）
- 科學與技術部（Bộ Khoa học và Công nghệ）
- 教育與培訓部（Bộ Giáo dục và Đào tạo）
- 醫濟部（Bộ Y tế）
- 民族委員會（Ủy ban Dân tộc）
- 國家銀行（Ngân hàng Nhà nước）
- 政府監察總署（Thanh tra Chính phủ）
- 政府辦公廳（Văn phòng Chính phủ）

## 外部連結
- 官方网站